# Албена Стамболова
Албена Стамболова е български психоаналитичка в областта на френската психоанализа, преподавателка, преводачка, писателка и професионална психоложка. Учи докторантура по психоанализа при Юлия Кръстева във Франция.
Албена Стамболова е преподавател по психоанализа в СУ и консултант отдел „Студенти“ на НБУ. Член е на Международната фройдистка асоциация.

## Биография
Албена Стамболова е родена през 1957 в София, учи френска филология в Софийски  университет, а през периода 1990 до 1999  живее в Париж, където прави магистратура по психология и психоанализа, като защитава дисертация в областта на семиотиката и психоанализата при живеещата във Франция Юлия Кръстева (български семиотик, литературен критик и психоаналитик) в университета Париж 7 Жюсийо, като също и работи и преподава в университетите Париж 9 Дофин и Париж 3 Сансие.
При завръщането си в България през 2001 започва да води курс по психоанализа към българска филология за студентите от  факултетите по славянски и западни филологии, Софийския университет (2001-2002), а по-късно работи в България като психоаналитик и психолог, както и като консултант-преподавател по психоанализа и психология за училите при нея психоанализа. 
Албена Стамболова води и рубриката за литературна критика на сп. „Алтера“ до март 2009. Пише статии и прави интервюта и на политическа тематика до 2008, преподава в магистърската специалност литературознание във факултета по славянски филологии на Софийския университет от 2002, а от 2009 работи и като HR консултант.
Член е на журито на националната награда за съвременна българска художествена проза на издателство „Хеликон“ през 2016, 2017 и 2018

## Литературни романи
Първият роман на Албена Стамболова е „Многоточия“ от 1995, но в действителност става популярен за публиката, след като тя започва да преподава в СУ психоанализа; нейният втори роман „Това е както става“ (2002) е приет от българските читатели и критика за „събитие на 2002 г.“ и според някои литературни критици е „представителен за българското женско писане“ за периода до 1990 година. В него водещ е „донякъде псевдоприказният модел“, а в следващия неин литературен роман „Хип-хоп звездите“ отново предмет на описание е битово-социалният реализъм, в четвъртия ѝ роман „Авантюра, за да мине времето“, който отново отпраща към социалистическия културен период преди 1990 г., се свързват романовите модели на предните нейни литературно романови опити.

### Преводи
- Цветан Тодоров, Поетика на прозата, Народна култура, 1985
- Клод Леви-Строс, Дивото мислене, изд. ЕА, 2002
- Юлия Кръстева, Убийство във Византия, 2005
- Морис Дрюон, Мемоарите на Зевс, Сиела, 2010
- Маргьорит Дюрас, Емили Л, Алтера, 2012
- Антоан дьо Сент-Екзюпери, Малкият принц, Хеликон, 2019

### Проза
- Многоточия (1995) (лирична проза)
- Хоп-хоп звездите, изд. СемаРШ, 2003 (роман)
- Това е както става, изд. Стигмати, 2002 (роман) [9]
- Авантюра, за да мине времето, изд. Обсидиан, 2007 (роман)[10]
- Драки и къпини, изд. Факел, 2020 (роман)[11]

### Монографии
- Боледуване в смъртта – психоаналитичен прочит на Маргарит Дюрас, изд. „Критика“ (1994)

## Виж още
- Психоанализа
- Юлия Кръстева